# Pundong
Pundong är en ort i Indonesien.   Den ligger i provinsen Yogyakarta, i den västra delen av landet, 400 km öster om huvudstaden Jakarta. Pundong ligger 26 meter över havet och antalet invånare är 24 081.
Terrängen runt Pundong är platt åt nordväst, men åt sydost är den kuperad. Runt Pundong är det ganska tätbefolkat, med 214 invånare per kvadratkilometer. Närmaste större samhälle är Yogyakarta, 18,9 km norr om Pundong. 